# Наука в Донецьку

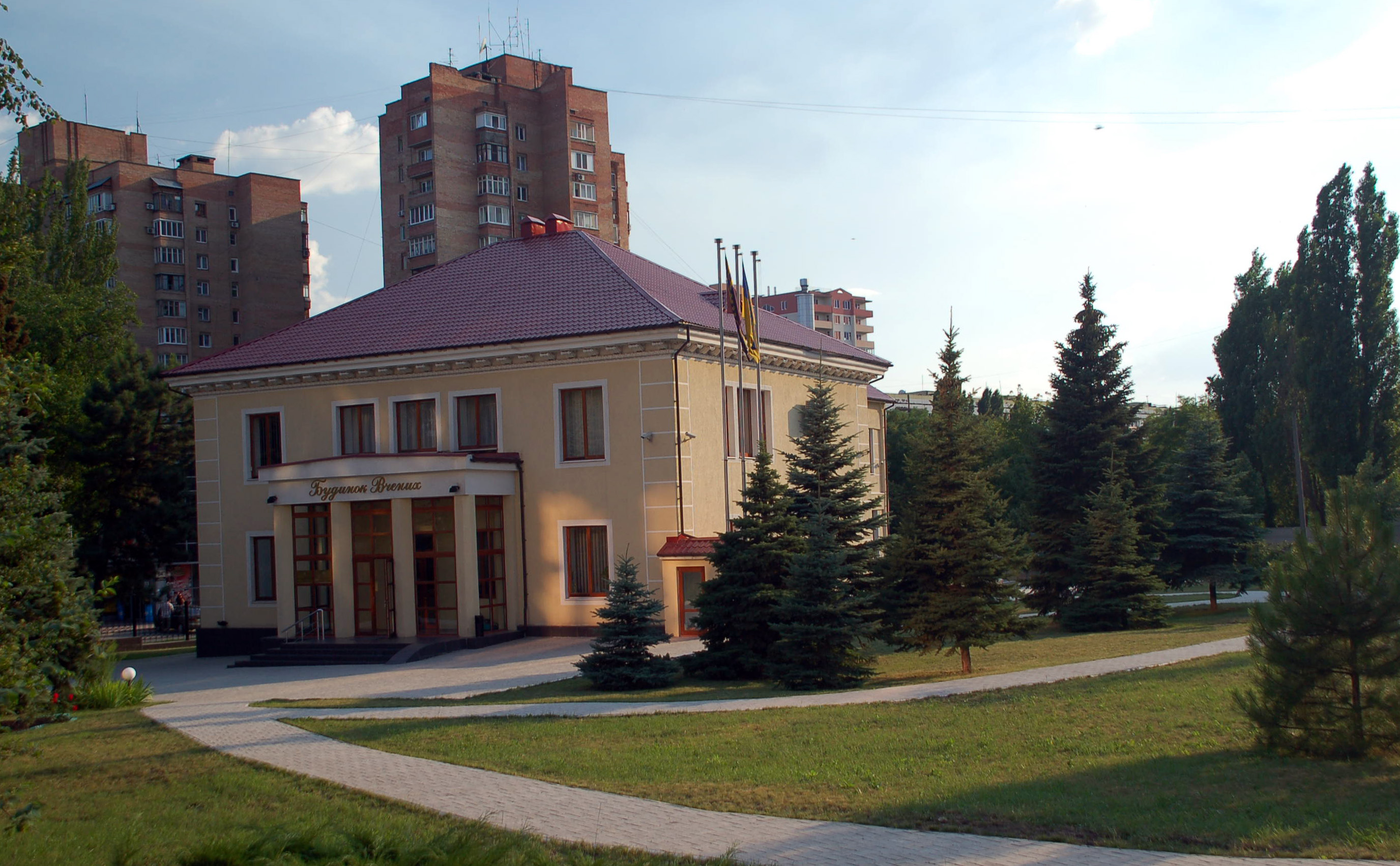
Будинок вчених

До 2014 року в Донецьку розташовувався Донецький науковий центр НАН України, який складався з 10 інститутів та ботанічного саду, а також інші науково-дослідницькі і проектні інститути та вищі навчальні заклади.
В Донецьку працювали члени АН УРСР: О. О. Галкін, Я. Б. Лопатинський, Р. В. Кучер і члени-кореспонденти АН УРСР: О. М. Алімов, І. Л. Повх, І. І. Данилюк, С. М. Баранов, К. Б. Толпиго, О. О. Космодаміанський, академіки НАН України: В. Г. Бар'яхтар, В. П. Шевченко.

## Історія
В 1965 році був створений Донецький науковий центр НАН України.
21-22 грудня 2009 року на загальних зборах Національної академії правових наук України було прийнято рішення про створення Донецького регіонального научного центру Національної академії правових наук України.
Серед відомих наукових товариств у Донецьку в 1997-2014 роках діяло Донецьке відділення Наукового Товариства імені Шевченка, Академія економічних наук України, Донбаський науковий центр Академії гірничих наук України.

## Інститути Донецького наукового центру НАН України
- Інститут прикладної математики і механіки НАН України
- Інститут фізико-органічної хімії та вуглехімії імені Л. М. Литвиненка НАН України
- Інститут економіки промисловості НАН України
- Донецький фізико-технічний інститут імені О. О. Галкіна
- Інститут економіко-правових досліджень
- Інститут проблем штучного інтелекту НАН України
- Інститут фізики гірничих процесів
- Український державний науково-дослідний та проектно-конструкторський інститут гірничої геології, геомеханіки та маркшейдерської справи

## Список донецьких НДІ, ПКТІ
1. ДонНДІчормет
2. Інститут «Атоменергобудпроект» (будівництво АЕС)
3. Інститут «Гіпросталь»
4. Інститут «Гіпровуглеавтоматизація»
5. Інститут «Гіпровуглемаш»
6. Інститут «Гіпрохімреактив»
7. Інститут «ДержавтотрансНДІпроект»
8. Інститут «Донавтоматміськмаш»
9. Інститут «Донбасгромадпроект»
10. Інститут «ДоНДІпрооргшахтбуд»
11. Інститут «ДоНДІпровуглемаш»
12. Інститут «ДоНДІпрошахт»
13. Інститут «Донецькагропроект»
14. Інститут «Донецькпроект»
15. Інститут «Донжилдорпроект»
16. Інститут «Запорожгіпроводхоз»
17. Інститут «Оргенергобуд»
18. Інститут «ПромбудНДІпроект»
19. Інститут «ПромтрансНДІпроект»
20. Інститут «Водоканалпроект»
21. Інститут «Важкпромелектропроект»
22. Інститут «Укрсхідгіінтиз»
23. Інститут «Укргіпробит»
24. Інститут «Укргіпродор»
25. Інститут «Укржилремпроект»
26. Інститут «Укрземпроект»
27. Інститут «УкркоммунНДІпроект»
28. Інститут «Укркоммуноргтруд»
29. Інститут «Укркоммунремдорпроект»
30. Інститут «Укрмедремпроект»
31. Інститут «УкрНДІпластмас»
32. Інститут «Укроппроект»
33. Інститут «Укроргтяжбуд»
34. Інститут «УкрПТКІгідроспецбуд»
35. Інститут «УкрПТКІмісцпром»
36. Інститут «УкрПТКімонтажспецбуд»
37. Інститут «Укрремдорпроект»
38. Інститут «Укрснабпроект»
39. Інститут «Центросоюз»
40. ПівденНДІдіпрогаз
41. Інститут гігієни труда та професійних захворювань
42. Інститут мінеральних ресурсів
43. Донецький НДІ судових експертиз
44. Донецький науково-дослідний інститут травматології та ортопедії імені М. Горького
45. Проектно-технологічний інститут
46. Центр стандартизації та метрології